# Bernardino della Chiesa
Bernardino della Chiesa OFMRef (chinesisch 伊大仁; * 8. Mai 1644 in der Republik Venedig als Antonius della Chiesa; † 21. Dezember 1721 in Linqing, Shandong, Kaiserreich China) war ein italienischer Geistlicher, Missionar in China und Bischof von Peking.

## Leben
Della Chiesa legte am 16. August 1663 seine Profess bei den Franziskaner-Reformaten in Spineta ab und nahm den Namen Bernardino an. 1671 erhielt er die Priesterweihe. 1674 wurde er Oberer des Klosters San Lorenzo in Orvieto.
1679 bat er die Propaganda Fide, ihn in die Mission nach China zu entsenden. Am 20. März 1680 wurde er zum Koadjutor-Apostolischer Vikar des Erzbistums Fuzhou und Titularbischof von Argos. Am 31. März 1680 wurde er in Rom zum Bischof geweiht.
Im Oktober 1680 reiste von Venedig aus über Tripolis, Aleppo, Surat und Siam nach China, wo er im August 1684 in Guangzhou eintraf. Nach dem Tod seines Vorgängers Pallu wurde er am 29. Oktober 1684 Apostolischer Vikar. Am 10. April 1690 wurde er zum Bischof von Peking ernannt.